# Rumenja
Rumenja(mađ. Romonya) je selo u južnoj Mađarskoj.
Zauzima površinu od 7,07 km četvornih.

## Zemljopisni položaj
Nalazi se na 46° 5' sjeverne zemljopisne širine i 18° 21' istočne zemljopisne dužine. Prekad je 3 km istočno, Bogadin je neposredni zapadni susjed, Kozar je 2 km jugozapadno, Šaroš je 3 km južno, a Elen (Lenda) je 2,5 km jugoistočno. Rid je 2 km sjeverno, Martofa (Mortona) je 4 km sjeveroistočno, a Pečuh je 3 km zapadno.

## Upravna organizacija
Upravno pripada Pečuškoj mikroregiji u Baranjskoj županiji. Poštanski broj je 7742. 

## Stanovništvo
Rumenja ima 423 stanovnika (2001.). U selu su nekad bili brojni Južni Slaveni.

## Vanjske poveznice
- (mađ.) Romonya Önkormányzatának honlapja
- Rumenja na fallingrain.com